# 布特湖
53°16′44″N 13°06′51″E / 53.279°N 13.11405°E
布特湖（德語：Buttersee），是德國的湖泊，位於該國東北部，由梅克倫堡-前波美拉尼亞州負責管轄，處於梅克倫堡湖區縣，長0.2公里、寬0.1公里，面積0.02平方公里，海拔高度63米，湖岸線長度0.5公里。